# 林韵梅
林韵梅（1933年1月9日—2020年3月17日），女，上海人，中国岩石力学家，东北大学教授。新中国岩石力学学科的开拓者。

## 生平
1933年1月9日出生于上海。曾就读于上海市市西中学。1950年至1954年在东北工学院采矿系学习，毕业后留校任教。历任助教、讲师、副教授、教授。1960年获全国三八红旗手称号。1985年获批为博士生导师，也是东北大学第一位女博士生导师。曾任中国岩石力学与工程学会常务理事、东北分会第一届理事长，中国金属学会采矿学会岩石力学组副组长。著有《近矿体巷道地压活动规律》《实验岩石力学》《矿山岩体力学》《地压讲座》等。1998年12月退休。后赴美国生活，居住了八年左右。
2020年3月17日11时30分在沈阳逝世，享年88岁。

## 出版物
- 林韵梅 (编). . 煤炭工业出版社. 1981年.
- 林韵梅 (编). . 煤炭工业出版社. 1984年.
- 林韵梅. . 东北工学院出版社. 1989年8月. ISBN 7810061186.
- 冯夏庭; 林韵梅. . 辽宁科学技术出版社. 1993年6月. ISBN 7538117563.
- 林韵梅. . 冶金工业出版社. 1996年. ISBN 7502418598.
- 林韵梅. . 东北大学出版社. 2013年7月. ISBN 9787551703604.
- 林韵梅. . 东北大学出版社. 2015年1月. ISBN 9787551708678.